# 原明奈
原 明奈（はら あきな、1989年5月24日 - ）は、日本のAV女優。オールプロモーション所属。

## 人物・来歴
- 身長:158cm
- スリーサイズ:B84・W58・H86cm
- 血液型:A型

- 趣味:音楽鑑賞、ショッピング。

- 2008年5月にビデオメーカー・kawaii*の専属女優としてAVデビュー。

- 2009年2月より専属を離れ、他メーカーの作品にも出演している。

## 出演作品

### アダルトビデオ
2008年
- 新人!kawaii*専属デビュ→ めっちゃ敏感アッキーナ♪ （5月25日、kawaii*） ※デビュー作
- ハイパーミニミニモザイク （6月25日、kawaii*）
- kawaii*女学園にようこそ! 学校でセックchu♥専属デラックス! （7月25日、kawaii*）
- kawaii* special ショートカット美少女デラックス! （12月25日、kawaii*）

2009年
- 女スパイVS女捜査官 拘束陵辱対戦 （2月5日、ヒビノ）
- kawaii*special ギザカワユスDX! （2月25日、kawaii*）
- 女の子全員18歳スペシャル! SOFT ON DEMAND的 女子●生!卒業旅行争奪! ツイスターゲーム! （3月5日、SODクリエイト）
- 幼精 L・O・L・I fairy 6 （3月15日、ケー・トライブ） ※WEB『仲間みいな』（キューティーズ）のDVD版
- 現役OLの裏バイト 09 （3月20日、S級素人）
- 美少女奴隷学園 VOL.6 （4月15日、テイクワン）
- 近親*姉妹レズ -禁断のメヌエット- vol.1 （4月24日、U&K）
- 東京三ツ星女子校生 3 （5月1日、EROS HEARTS） ※「ゆき」名義
- コスプレ例大祭 （5月22日、TMA）…オムニバス作品
- 初めての真正中出し （5月30日、モブスターズ）
- 超絶オルガズム拷問 （6月25日、ダスッ!）
- Body talk lesson （8月6日、SILK LABO） ※「工藤あさみ」名義
- ファインダーの向こうに君がいた （8月6日、SILK LABO） ※「工藤あさみ」名義

2010年
- 芸能人になった原明奈復活! （1月20日、プリモ）
- どこまでイケる!? 素人娘がモテない男のセンズリ鑑賞 （3月18日、アイエナジー）…オムニバス作品 他出演:タナカ、メグル、エミ、イガワ、マナミ
- パンツが濡れて透けるほど本気で感じた女は挿入した瞬間にイク （5月27日、SODクリエイト）
- 全身性感帯 気持ち好過ぎて寝ちゃうんです （10月23日（レンタル） / 11月19日（セル）、クリスタル映像）…オムニバス作品
- NAMANAKA GALS 05 （10月29日、ピエロ）…オムニバス作品

### WEB
- 仲間みいな （キューティーズ）
- S-Cute 7th No.21 AKINA（20歳） （S-Cute）
- S-Cute 7th No.32 AKINA（20歳） （S-Cute）

## テレビ出演
- エロ生☆パラダイス （2008年6月3日、GyaOジョッキー）